# Бартин (вилајет)
Бартински вилајет (тур. Bartın ili) је мали вилајет у северној Турској на обали Црног мора. Административни центар вилајета је град Бартин.
Град Бартин има велики број дрвених кућа у стилу који више не постоји на другим местима.
Бартин укључује и античку луку Амасру. Овај град се налази између два утврђена острва и има велики број интересантних старих кућа и ресторана.

## Галерија
- Амасра, поглед са моста
- Залазак сунца у Амасри
- Река Бартин, поред Црног мора